# علی ناصرالدین
علی ناصرالدین (انگلیسی: Ali Nasseredine؛ زادهٔ ۲۴ ژانویهٔ ۱۹۸۳) بازیکن فوتبال اهل لبنان است.
از باشگاه‌هایی که در آن بازی کرده‌است می‌توان به باشگاه ورزشی النجمه لبنان، باشگاه فوتبال الانصار لبنان و باشگاه فوتبال الانصار لبنان اشاره کرد.
وی همچنین در تیم ملی فوتبال لبنان بازی کرده‌است.